# جون شيريدان هوغن
جون شيريدان هوغن هو صحفي كندي، ولد في 1815، وتوفي في 1859.